# 韓椿
韩椿（1794年 - ？），字树年，号梅涛，汉军镶白旗人，道光元年辛巳科举人，十三年癸巳科进士。选翰林院庶吉士，后官至辛丑科会试同考官、浙江盐运使、安徽按察使、浙江布政使，并赏戴花翎。